# Undead (manga)
Pour les articles homonymes, voir Undead.
Undead (アンデッド) est un shōnen manga de Terajima Masashi paru depuis 2009 au Japon et dont le 1er tome est sorti en mars 2012 en France. À l'origine Undead était une histoire courte publiée dans Sunday, mais devant le succès de l'œuvre l'éditeur décida d'en faire une série-phare du site leClubSunday.

## Présentation
Le manga est présenté par son auteur lors de la convention Polymanga 2012.

## Liste des volumes
| no | Japonais          | Japonais          | Français          | Français          |
| no | Date de sortie    | ISBN              | Date de sortie    | ISBN              |
| -- | ----------------- | ----------------- | ----------------- | ----------------- |
| 1  | 17 septembre 2009 | 978-4-09-121768-4 | 21 mars 2012      | 978-2-7560-2488-2 |
| 2  | 18 février 2010   | 978-4-09-122177-3 | 6 juin 2012       | 978-2-7560-2489-9 |
| 3  | 18 juin 2010      | 978-4-09-122340-1 | 12 septembre 2012 | 978-2-7560-3164-4 |
| 4  | 18 novembre 2010  | 978-4-09-122677-8 | 5 décembre 2012   | 978-2-7560-3165-1 |